# Audi Hungaria Zrt.
Az Audi Hungaria Zártkörűen Működő Részvénytársaság, rövidített nevén Audi Hungaria Zrt. a német Audi AG 100%-os magyarországi leányvállalata, a világ legnagyobb motorgyára. 1993-ban alapították meg 2 millió német márka (DM) törzstőkével. A vállalat irányítását 5 igazgatósági tag, a felügyelőbizottság és a közgyűlés látja el. Tevékenységi köre motorok és motorkomponensek, illetve gépjárműgyártás a kapcsolódó szerszámgyártással, amelyet több mint tizenegyezer munkatárssal lát el (2015). A bedolgozó vállalkozásokban dolgozók száma további tízezres nagyságú. Az Audi eddigi beruházásainak mértéke Győrben meghaladta a 8 milliárd eurót. Ezzel az Audi az egyik legnagyobb külföldi befektető Magyarországon. 
A Coface CEE Top 500 rangsor szerint 2021-ben és 2022-ben Magyarország 3. és Közép- és Kelet-Európa 11., illetve 14. legnagyobb forgalmú vállalata. A gyár kivitele adja a teljes magyar export 9%-át. Ezzel a teljesítménnyel Magyarország második legnagyobb exportőre.

## Története
A Rába Magyar Vagon- és Gépgyár sokáig tervezett és használaton kívüli, 100 000 m²-es csarnokában indult meg a termelés. Az Audi nagy értékű gépjárműveket gyárt, amelyekbe a magyar vállalkozás által gyártott nagy teljesítményű, legmodernebb technológiával készült motorjait építik be. Három-, négy-, öt-, hat-, nyolc- tíz- és tizenkét-hengeres motorjai megtalálhatóak az Audi, Volkswagen, Seat, Škoda, és Lamborghini márkák gépjárműveiben, továbbá a Volkswagen Marine hajóiban. A világon egyedül Magyarországon folyik az Audi TT sportkocsik összeszerelése Győr és Ingolstadt közötti kooperációs gyártás keretében. Az Audi Hungaria Zrt. évek óta Magyarország egyik meghatározó vállalata.
Az első lépcsőben ötszelepes, négyhengeres motorok gyártásával foglalkozott, de eredményeik következtében, 1997-től az addigiak mellett hat- és nyolchengeres erőforrások gyártását is megkezdhették. Ezzel a ténnyel az Audi AG központi motorszállítójává vált.
- 1994 augusztusában kezdődött el a négyhengeres ötszelepes Otto-motorok sorozatgyártásának megindítása, napi 500 egységes kapacitással. A vállalatnál gyártott motortípusok száma az elmúlt 15 évben jelentősen növekedett. Az Audi Hungaria Zrt. az Volkswagen konszern központi motorszállítója illetve a világ legnagyobb motorgyártója lett.
- 1996-ban a négyhengeres motorszerelde és a vizsgálópadok bővítése készült el, a mechanikus megmunkálósor üzembe helyezése, az alumínium forgattyúsházak gyártása indult el. A 1 600 000 m²-es győri üzemben naponta csaknem 7 ezer motor készült el.
- 1997 a hat- és nyolchengeres motorok gyártásának kezdete
- 1998 az Audi TT Coupé összeszerelésének kezdő éve. A cég tevékenységi köre 1998-ban a járműgyártással bővült.
- 1999 az Audi TT Roadster összeszerelésének indulása.
- 2000 a négyhengeres adagolófúvókás közvetlen befecskendezésű (Pumpe-Düse) dízelmotorok gyártásának kezdése.
- 2001 az Audi A3/S3 összeszerelésének kezdete. Új gyártószegmens a nyolchengeres motorok részére. Az FSI technológiával működő motorok gyártásának indítása.
- 2003 Új gyártószegmens a hathengeres motorok számára.
- 2005-ben nyitották meg a szerszámgyárat.
- 2006 volt az új generációs Audi TT Coupé sorozatgyártásának első éve.
- 2007 az Audi A3 Cabriolet összeszerelésének indulása
- 2010 az Audi Hungaria Motor Kft. 200 hektár területet vásárol a Magyar Honvédségtől és a Győri Önkormányzattól, ezzel a beépíthető terület 370 hektárra nő.
- 2011 megkezdődik az Audi RS3 Sportback gyártása
- 2012 termékpaletta bővítés az 1,2-es és 1,4-es négyhengeres benzinmotorokkal[14]
- 2017 Az Audi Hungária Zrt bejelentette, hogy Győrben 2018-tól indul egy régi-új modell az Audi Q3 sorozatgyártása.
- 2017 Az Audi Hungaria Zrt. bejelentette, hogy Győrben 2019-től elindul egy új modell, az Audi Q3 Sportback sorozatgyártása.[15]
- 2018 megkezdődött az Audi Q3 sorozatgyártása.
- 2019 megkezdődött az Audi Q3 Sportback sorozatgyártása.

## Fő gyáregységek

### Motorgyár

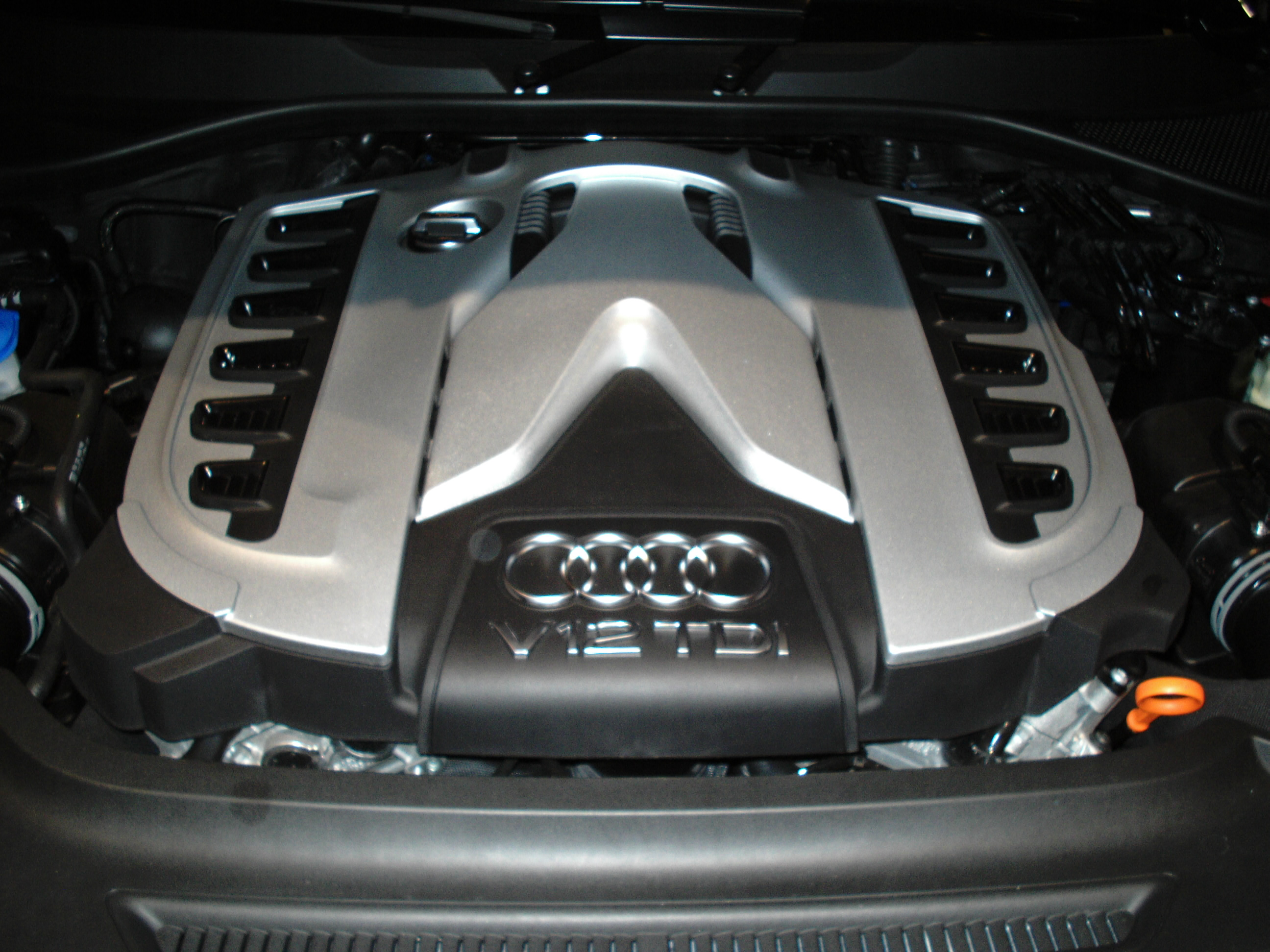
a Győrben készülő V12 TDI motor egy Audi Q7-be építve

A motorgyártás (elő-széria) már 1993. végén megkezdődött. Az AUDI AG 1994 októberében nyitotta meg motorgyárát Magyarországon. Az új győri üzem révén az Audi nemcsak nemzetközi versenyképességét biztosította, hanem fontos, meghatározó jelentőségű stratégiai telephelyet hozott létre Magyarországon, melynek jelentősége folyamatosan nő. Ma már szinte az Audi teljes motorválasztéka Győrből érkezik. A termelés az 1,8 literes négyhengeres ötszelepes motorok összeszerelésével kezdődött, melyek szívó és turbó változatban készültek. 1998 óta Győrben hathengeres motorok is készülnek 2.4, 2.7, 2.8, 3.0 és 3.2 literes hengerűrtartalommal.
Motortípusok: R4 Otto-motor; R4 TDI; R5 Otto-motor; V6 Otto-motor; V6 TDI;V8 Otto-motor; V8 TDI; V10 Otto-motor; V12 TDI.
1997 végén kezdődött a 4,2 és 3,7 literes nyolchengeres motorok sorozatgyártása. Többek között Győrben is készültek az adagolófúvókás, közvetlen befecskendezésű technikával készülő (Pumpe Düse) dízelmotorok is. 2002-ben a motorgyártás az FSI, vagyis direkt-befecskendezésű motorral bővült. Az Audi Hungaria Motor Kft. 2004 májusában helyezi üzembe a négyhengeres motorok új hajtókar-megmunkáló sorát. 2006 áprilisában az Audi Hungaria Motor Kft. termékpalettája a nagy teljesítményű 5.2 literes tízhengeres FSI Otto-motorral bővült, valamint bemutatkozott a jövő-orientált, nagy hatékonyságú, ugyanakkor egyszerű, innovatív Valvelift rendszer is. Az Audi Hungaria 2007 októberében megkezdte az új négyhengeres Common Rail motorok sorozatgyártását. A közös nyomócsöves befecskendezés kibővíti a nagy nyomatékú, alacsony fogyasztású és káros-anyag kibocsátású TDI© motorok kínálatát az Audi és Volkswagen modellekben.
2008 szeptemberében indult a 6.0 literes, tizenkét-hengeres TDI motorok sorozatgyártása 2008 áprilisában gördült le a gyártószalagról a 15 milliomodik motor. Ez a motor egy speciálisan felszerelt Audi TT rendőrautóba került beszerelésre.
2011-ben 1 883 757 motor készült. az Audi és a Volkswagen konszern márkái számára. Az Audi Hungáriánál 25 alapmotor összesen 450 különböző változata készül a négy-, hat-, nyolc- tíz- és tizenkét-hengeres motorokból. Ugyanezen évben 39 518 darab gépjármű is legyártásra került.
Az Audi Hungaria Zrt. folyamatosan törekszik a gyártási mélység bővítésére, egyre több motorkomponens megmunkálására, gyártására.
Motortípusok: R4 Otto-motor; R4 TDI; R5 Otto-motor; V6 Otto-motor; V6 TDI; V8 Otto-motor; V8 TDI; V10 Otto-motor; V12 TDI

### Járműgyár

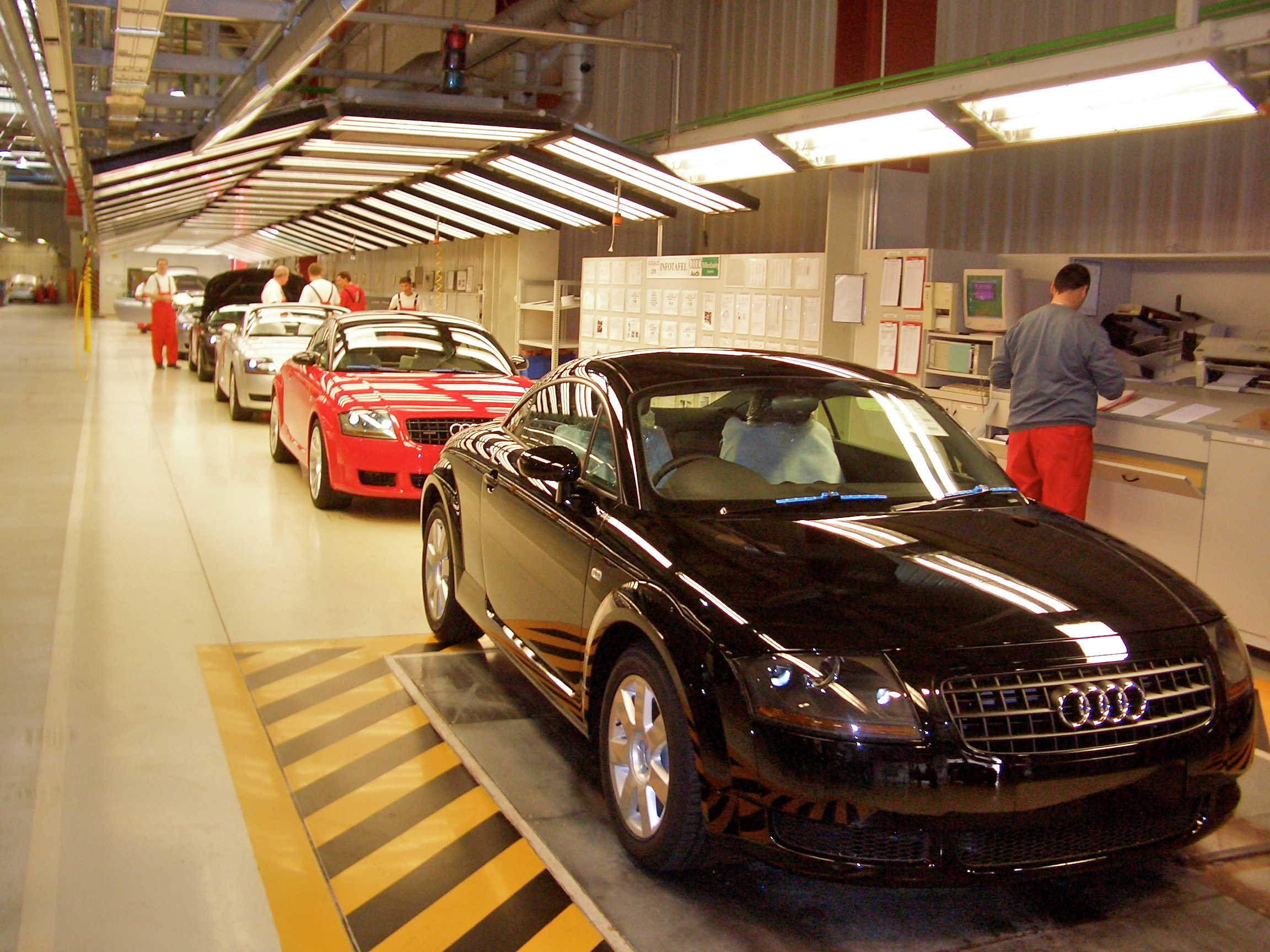
első generációs Audi TT a győri gyártósoron

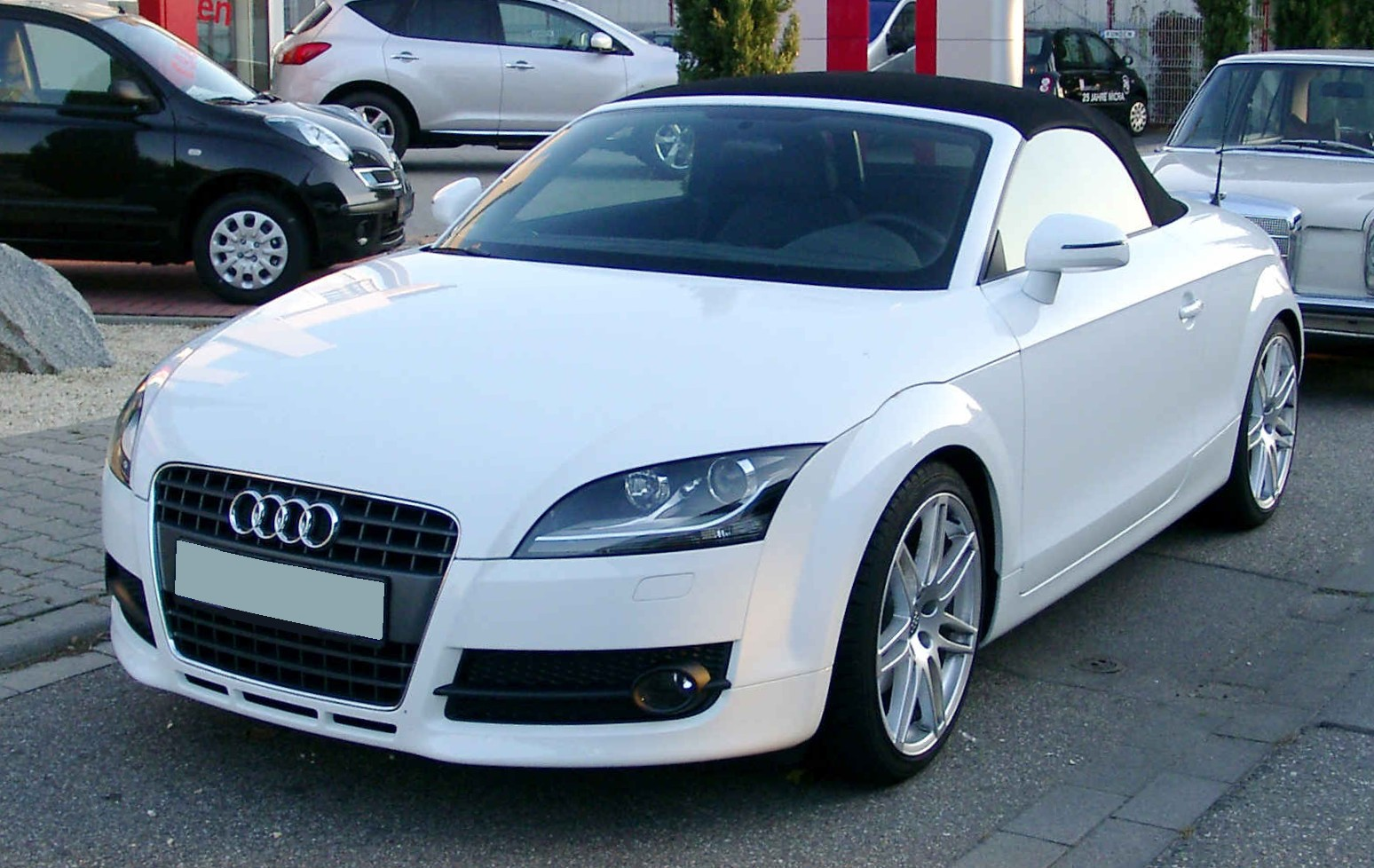
második generációs Audi TT

1997-ben kezdődtek meg az előkészületek Győrben gépjárművek összeszerelésére. Az Audi TT modellek sorozatgyártása 1998 áprilisában kezdődött meg. 2008 végéig 442.714 Audi TT Coupé és Roadster, valamint 18.786 Audi A3 Cabriolet gördült le a gyártósorról. 2006 áprilisában az új, második generációs Audi TT Coupé, novemberben pedig az új Audi TT Roadster gyártása kezdődött meg az
Audi Hungáriánál. A gépjárművek kooperációs gyártás keretében részben az Audi Hungaria Zrt. anyavállalata, az AUDI AG
németországi, ingolstadti telephelyén, részben pedig a győri
gyárban készülnek. A járműgyár a gyártócsarnok 35 000 m²-es szegmensében épült fel. Az Ingolstadtból érkező fényezett karosszériák hosszú utazásuk után érnek Győrbe. 2019-ben több mint 100 magyarországi szériabeszállítóval áll kapcsolatban a győri Audi. Az üzemben a folyamatok rendszerére épülő, új, következetes gyártási koncepciót valósítottak meg, melynek jellemzői a rövid anyagszállítási utak, közvetlen folyamatok a komponensek beszállításától a kész gépjármű kiszállításáig 65 munkafolyamatot követően 6 óra elteltével hagyja el az autó a 240 méter hosszú szerelőszalagot, majd feltöltik üzemanyaggal, olajjal. Ezt követően már csak az indítókulcsot kell elfordítani, és az új Audi TT Coupé és Roadster megteheti első útját a gyártócsarnok melletti tesztpályán. Ezen az útszakaszon
gyakorlatban is ellenőrzik a fékeket, futóművet, lengéscsillapítót, vizsgálják az esetleges szélzajokat. Az elkészült gépjárművek ismét vasúton hagyják el a győri gyárat és megkezdik utazásukat Ingolstadt vagy a leendő tulajdonosuk felé. Az Audi A3 és A4 iránti folyamatos nagy érdeklődés miatt az ingolstadti gyár 2001-ben elérte kapacitásának határát, így a győri gyárban 2001. áprilisától 2003. áprilisáig Audi A3 és S3 gépjárművek is készültek. A vállalat 2007 novemberében megkezdhette az Audi új modelljének, az A3 Cabriolet-nak a gyártását. 2011-től kezdődően itt épül az RS3 Sportback modell is, 2018-tól pedig a Q3 modell gyártása indult meg a győri üzemben.

### Szerszámgyár
Egy Közép– és Kelet-Európát érintő telephelyvizsgálatot követően 2005-ben az Audi Hungaria Motor Kft. kapta meg egy új Audi szerszámgyár létrehozásának lehetőségét. A közel 40 millió eurós beruházással egy 18 000 m²–es gyártócsarnok létesült. A présüzemhez és karosszériagyártáshoz szükséges üzemi eszközök készülnek itt. Technikai különlegességnek számítanak a nagy teljesítményű présgépek, melyeknek maximális nyomóereje 25 000 kN és akár 50 tonnás szerszámokkal is felszerelhetőek.
A szerszámgyárban jelenleg 3 műszakban 400 munkatárs dolgozik.

#### Szerszámgyártás
A szerszámgyár kapacitása 300 000 óra/év. A szerszámgyártás területén a sorozatgyártás részére terveznek és állítanak elő szerszámokat. Az ott készülő húzó-, kivágó- és után-alakító szerszámok lehetővé teszik a percenként 10-15 karosszéria-alkatrész előállítását.

#### Készülékgyártás
A készülékgyártás területén tervezett és gyártott készülékek és megfogók lehetővé teszik a karosszéria-részegységek geometriailag pontos egymáshoz kötését a legmodernebb technológiával. A konszernen belül szinte az összes modellhez készítenek készüléket (Audi, Porsche, Seat, Škoda, Volkswagen).

#### Kis-szériás alkatrészgyártás
A szerszámgyár kis-szériás modellek karosszériaelemeinek, mégpedig az Audi Konszern egyik csúcsmodelljének, az Audi RS4 elő-szériájának karosszériaelemeinek gyártásával kezdte meg a termelést. 2006-tól az Audi R8 számos karosszériaelemét, 2008-tól az Audi RS6, az Audi RS5 és Q5, Q7, A4-Allroad bizonyos elemeit is az Audi Hungaria Zrt. szerszámgyárában gyártják. A szerszámgyár a jövőben nem csak az Audi, hanem az egész Volkswagen konszern számára is fog alkatrészeket készíteni.
2012-ben Az Audi Hungaria Motor Kft.-t választották a legjobb munkahelynek a Figyelő, az Aon Hewitt és az AIESEC felmérésében megkérdezett leendő és jelenlegi munkavállalók.

## Gazdálkodási adatok
| 2014 | 2015 | 2016 | 2017 | 2018 |
| ---- | ---- | ---- | ---- | ---- |
| 1972 | 2022 | 1926 | 1965 | 1954 |

| 2014   | 2015   | 2016   | 2017   | 2018   |
| ------ | ------ | ------ | ------ | ------ |
| 135000 | 160206 | 122975 | 105491 | 100000 |

| 2009  | 2010  | 2014  | 2015  | 2016  | 2017  |
| ----- | ----- | ----- | ----- | ----- | ----- |
| 3,875 | 4,775 | 7,420 | 8,337 | 7,136 | 7,136 |

| 2013  | 2014  | 2015  | 2016  | 2017  | 2018  |
| ----- | ----- | ----- | ----- | ----- | ----- |
| 10337 | 11274 | 14111 | 11631 | 12307 | 13084 |

| 2018    |
| ------- |
| 5167366 |

## Munkabeszüntetések
2019. január 18-án kétórás figyelmeztető sztrájkot tartottak a győri gyárban, mert még nem született megállapodás a szeptember óta tartó bértárgyalásokon. Az Audi Hungária Független Szakszervezet által szervezett sztrájkon 4000 dolgozó vett részt. Két évvel korábban is tartottak azonos célú és időtartamú munkabeszüntetést.